# Касатка (река)
Касатка (устар. Усть-Реченская, в верховье Материчная) — река в России, протекает по Колпашевскому району Томской области. Устье реки находится в 228 км по левому берегу реки Кеть. Длина реки составляет 32 км. Высота устья — 61 м над уровнем моря.

## Притоки
- 8 км: Малая Речка (лв)
- 12 км: Моховская (пр)

## Данные водного реестра
По данным государственного водного реестра России относится к Верхнеобскому бассейновому округу, водохозяйственный участок реки — Кеть, речной подбассейн реки — бассейн притоков (Верхней) Оби от Чулыма до Кети. Речной бассейн реки — (Верхняя) Обь до впадения Иртыша.